# Periboeum dilectum
Periboeum dilectum là một loài bọ cánh cứng trong họ Cerambycidae.